# 리그 오브 레전드 챔피언십 디 아메리카스
리그 오브 레전드 챔피언십 오브 디 아메리카스(영어: League of Legends Championship of The Americas, 약칭 LTA)는 2025년부터 개최될 예정인 아메리카의 리그 오브 레전드 대회이다.
2025시즌 기준으로 미국, 캐나다, 멕시코, 브라질, 아르헨티나 프로게임단이 참가하고, 미국 로스엔젤레스와 브라질 상파울루에서 개최된다.

## 대회 방식

### 2025시즌 ~ 현재
모든 스플릿은 컨퍼런스 단위에서 우선 진행되며, 스플릿 2를 제외한 모든 대회에서 북부 및 남부 통합 단위로 마무리되는 방식을 취한다.
- 스플릿 1: 퍼스트 스탠드 진출권 배정 (1개 팀)
  - 정규 시즌: 더블 엘리미네이션 토너먼트, 피어리스 드래프트 방식으로 진행되며, 각 컨퍼런스 상위 4개 팀, 통합 8개 팀이 결선 토너먼트에 진출한다.
  - 결선 토너먼트: 싱글 엘리미네이션 토너먼트, 피어리스 드래프트 방식으로 진행된다.
- 스플릿 2: 미드 시즌 인비테이셔널(MSI) 진출권 배정 (2개 팀)
  - 정규 시즌: 더블 라운드 로빈 방식(리그전)으로 진행되며, 각 컨퍼런스 상위 6개 팀이 플레이오프에 진출한다.
  - 플레이오프: 더블 엘리미네이션 토너먼트 방식으로 진행된다. 컨퍼런스 단위로 진행된 플레이오프 각 1위 팀이 MSI에 진출한다.
- 스플릿 3: 월드 챔피언십(Worlds) 진출권 배정 (3(+1)개 팀)
  - 정규 시즌
  - 챔피언십

## 현재 참가팀

### 북부 컨퍼런스
| 구분                 | 팀명              | 비고      |
| -------------------- | ----------------- | --------- |
| 파트너 (6개 팀)      | 클라우드 나인     |           |
| 파트너 (6개 팀)      | 팀 리퀴드 혼다    |           |
| 파트너 (6개 팀)      | 플라이퀘스트      |           |
| 파트너 (6개 팀)      | 쇼피파이 리벨리온 |           |
| 파트너 (6개 팀)      | 디그니타스        |           |
| 파트너 (6개 팀)      | 라이온 게이밍     |           |
| 임시 게스트 (1개 팀) | 100 씨브즈        | LCS 초청  |
| 게스트 (1개 팀)      | 디스가이즈드      | NACL 초청 |

### 남부 컨퍼런스
| 구분            | 팀명               | 비고     |
| --------------- | ------------------ | -------- |
| 파트너 (7개 팀) | 플럭소             |          |
| 파트너 (7개 팀) | 퓨리아             |          |
| 파트너 (7개 팀) | 라우드             |          |
| 파트너 (7개 팀) | 페인 게이밍        |          |
| 파트너 (7개 팀) | 레드 캐니스 칼룽가 |          |
| 파트너 (7개 팀) | 비보 키드 스타즈   |          |
| 파트너 (7개 팀) | 레비아탄           |          |
| 게스트 (1개 팀) | 이수루스           | LLA 초청 |

## 역대 대회 및 결과
| 연도          | 스플릿 1        | 스플릿 2 | 스플릿 2 | 스플릿 3 | 스플릿 3 | 스플릿 3  |
| 연도          | 지역 대표 (1위) | 북부 1위 | 남부 1위 | 북부 1위 | 남부 1위 | 통합 우승 |
| ------------- | --------------- | -------- | -------- | -------- | -------- | --------- |
| 2025 (자세히) | ?               | ?        | ?        | ?        | ?        | ?         |

## 기록과 통계

### 우승 기록
| 팀 | 우승 | 준우승 | 우승 시즌 | 준우승 시즌 |
| -- | ---- | ------ | --------- | ----------- |
| ?  | 1    | 0      | 2025      |             |
| ?  | 0    | 1      |           | 2025        |

## 같이 보기
- 서킷 브라질리언 리그 오브 레전드 (CBLoL, 브라질)
- 리그 오브 레전드 챔피언십 시리즈 (LCS, 북아메리카)
- 리그 오브 레전드 라틴아메리카 리그 (LLA, 라틴아메리카)